# Enrique Matta Figueroa
Enrique Matta Figueroa (Santiago, 17 de marzo de 1900-Santiago, 23 de agosto de 1968) fue un abogado y político chileno, miembro del Partido Liberal (PL). Se desempeñó como biministro de Estado durante la vicepresidencia de Manuel Trucco entre septiembre y noviembre de 1931.

## Familia y estudios
Nació en Santiago de Chile el 17 de marzo de 1900, hijo del historiador Enrique Matta Vial y Leonor Figueroa Larraín. Realizó sus estudios primarios y secundarios en el Instituto Nacional, y luego los superiores en la Escuela de Derecho de la Universidad de Chile, titulándose como abogado el 8 de agosto de 1924, con la tesis Inconstitucionalidad de la Ley.
Se casó en dos oportunidades, primero como Marta Rogers Morandé, con quien tuvo tres hijos; y en segundas nupcias en Santiago el 2 de marzo de 1946, con Adelina Larraín del Campo.

## Actividad profesional
Se desempeñó como abogado de las empresas estadounidenses Goodyear, United States Rubber Company y Siam.
Fue consejero de la Caja de Crédito Agrario entre 1932 y 1933; jefe del Departamento Jurídico y luego fiscal, de la Línea Aérea Nacional (LAN); consejero de la Empresa Periodística La Nación en 1932, donde además colaboró en la prensa, con artículos de carácter político. Fue director de la Revista Chilena (1922-1924); y de la Comisión Chilena de Cooperación Intelectual.
Fue autor de temas constitucionales. Fue socio del Club de la Unión y de la Quinta Compañía de Bomberos de Santiago, a la cual ingresó el 8 de diciembre de 1916.

## Actividad política
Integró las filas del Partido Liberal (PL). En las elecciones parlamentarias de 1925, fue elegido como diputado por la Séptima Circunscripción Departamental (Santiago), por el período legislativo 1926-1930. Durante su gestión, integró la Comisión Permanente de Gobierno Interior, y la de Relaciones Exteriores; fue diputado reemplazante en la Comisión Permanente de Trabajo y Previsión Social.
Sin embargo, durante su periodo fue deportado por el presidente de la República Carlos Ibáñez del Campo y residió entonces, en Ecuador, entre 1927 y 1928. Allí recibió la Orden Nacional al Mérito.
A su regreso y unos años más tarde, fue nombrado biministro de Estado en las carteras de Fomento y de Agricultura, durante la vicepresidencia de Manuel Trucco Franzani, los que ejerció desde 2 de septiembre hasta el 15 de noviembre de 1931.
Falleció en Santiago el 3 de agosto de 1968, a los 68 años.